# رخنه (مجموعه تلویزیونی ۱۴۰۳)
رخنه مجموعه تلویزیونی ایرانی به کارگردانی علی غفاری و حمیدرضا لوافی و تهیه کنندگی مهدی شفیعی محصول ۱۴۰۳ است. این سریال که توسط مریم امینی نوشته شده به عنوان اولین همکاری مشترک بین وزارت دفاع و سازمان حفاظت اطلاعات با سازمان صدا و سیما، از ۱۸ اردیبهشت تا ۴ تیر ۱۴۰۳ از شبکه یک پخش شد.

## خلاصه داستان
یکی از دانشمندان ایران بر روی موشک‌های ماهواره‌بر و فضایی تحقیق می‌کند و در این مسیر با تهدیدات و خطراتی از سوی بیگانگان روبه‌رو می‌شود.